# Maserati 200SI

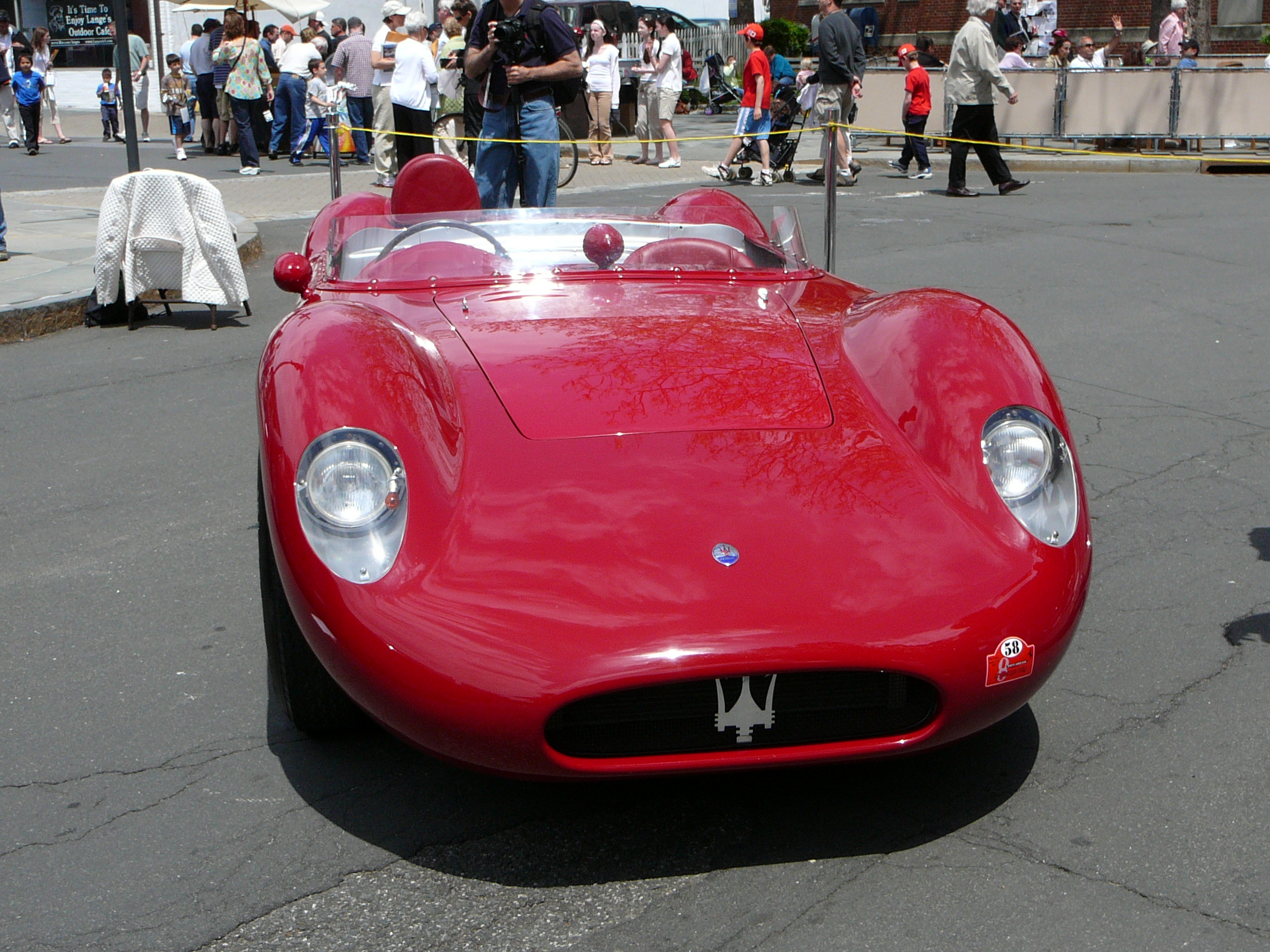
Maserati 200SI

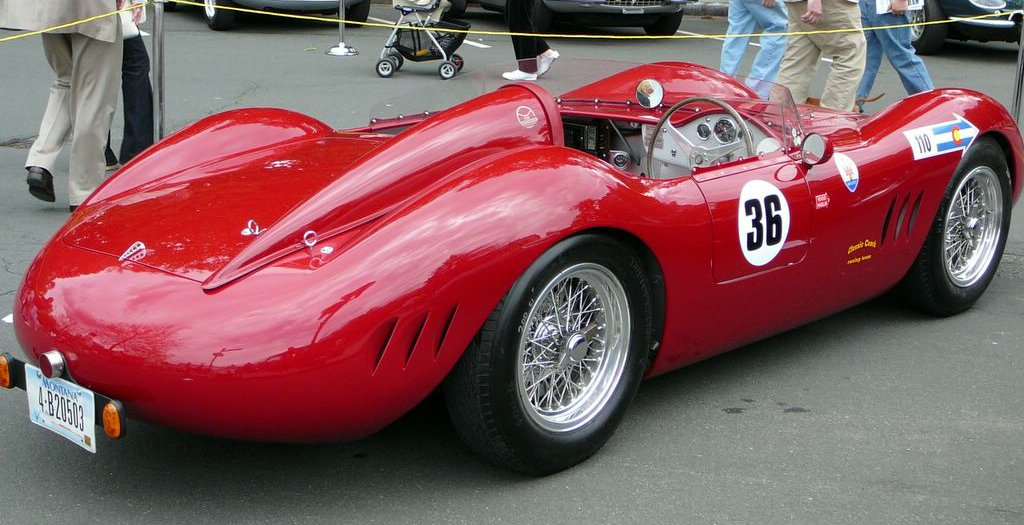
Hinteransicht eines 200SI; deutlich zu erkennen sind die Verschlüsse für den Kofferraum

Der Maserati 200SI war ein Sportwagen-Prototyp, der 1957 bei Maserati entwickelt wurde.

## Entwicklungsgeschichte und Technik
Der 200SI war die ab 1957 eingesetzte Rennvariante des Maserati 200S. Die Typenbezeichnung SI war die Kurzform von Sport Internationale. 1957 traten neue technische Regularien für die internationalen Sportwagenrennen in Kraft, die auch bei den Rennen der Sportwagen-Weltmeisterschaft dieses Jahres zur Anwendung kamen. Die 200S waren Sportwagen die einen 2-Liter-4-Zylinder-Reihenmotor hatten. Das neue Reglement forderte wieder mehr Nähe zum Straßenverkehr; mit nur wenig Änderungen mussten Rennwagen als Straßenfahrzeuge eingesetzt werden können. Die 200SI hatten daher ein Alibi-Verdeck, das vor dem Renneinsatz abgenommen wurde, Scheibenwischer und einen Kofferraum, in den ein Reisekoffer passen musste.
Für die 200SI wurden neue Fahrgestelle gebaut; die Herstellung übernahm Gilco Design. Die Spyder-Karosserien kamen allesamt von Fantuzzi.

## Renngeschichte
Gefahren wurde der 200SI sowohl von der Maserati-Werksmannschaft als auch von Privatteams. Giorgio Scarlatti wurde im April 1957 hinter Olivier Gendebien im Ferrari 250 GT und Teamkollegen Piero Taruffi im 300S, Dritter beim Giro di Sicilia. Den ersten Sieg für dieses Maserati-Modell gab es zwei Wochen später in den USA, wo Jim Kimberly ein nationales Sportwagenrennen gewann. Den ersten Erfolg in Europa feierte Franco Bordoni-Bisleri im Juni 1957 beim Grand Prix des Frontières.
Obwohl mit dem 200SI einige Rennen gewonnen wurden, so siegte unter anderem Nino Vaccarella beim Großen Preis von Pergusa 1959 und Willy Daetwyler 1957 in der Gesamtwertung der Europa-Bergmeisterschaft, gehört der 200SI zu den eher mäßig erfolgreichen Wagen von Maserati. Es fehlten vor allem die zählbaren Erfolge bei den großen Sportwagenrennen, wie der Targa Florio, den 12 Stunden von Sebring dem 24-Stunden-Rennen von Le Mans, oder dem 1000-km-Rennen auf dem Nürburgring.